# Seznam jezer v Česku
Seznam českých jezer zahrnuje přírodní jezera v Česku a umělá jezera, která nepatří ani mezi rybníky (rybníkem je například Máchovo jezero) ani přehradní nádrže. V České republice není mnoho přírodních jezer, což je způsobeno tím, že zde během čtvrtohor nedošlo k výrazným klimatickým změnám. Většina vodních ploch vznikla díky činnosti člověka.

## Podle rozlohy
Tabulka obsahuje přehled přírodních i umělých jezer v Česku s plochou přes 1 ha. Nezahrnuje přehradní nádrže (seznam) a rybníky (seznam). V souvislosti s tím, že některá jezera vznikají v důsledku rekultivace po těžbě hnědého uhlí nebo štěrku a písku i v 21. století může v tabulce docházet ke změnám.
| jezero                                     | rozloha [ha] | největší hloubka [m] | nadm. výška [m n. m.] | typ                 | řeka (povodí)                              | okres             | lokalizace                       |
| ------------------------------------------ | ------------ | -------------------- | --------------------- | ------------------- | ------------------------------------------ | ----------------- | -------------------------------- |
| Medard                                     | 493,44       | 50                   | 400,0                 | rekultivační jezero | Ohře                                       | Sokolov           | 50°10′46″ s. š., 12°35′45″ v. d. |
| Jezero Most                                | 297,9        | 74,0                 | 198,1                 | rekultivační jezero | Bílina                                     | Most              | 50°32′13″ s. š., 13°38′40″ v. d. |
| Milada                                     | 252,2        | 24,7                 | 145,7                 | rekultivační jezero | Bílina                                     | Ústí nad Labem    | 50°39′13″ s. š., 13°56′40″ v. d. |
| Hlučínské jezero                           | 131,5        | 4                    | 240                   | štěrkovna           | Opava                                      | Opava             | 49°53′34″ s. š., 18°9′44″ v. d.  |
| Cep                                        | 126,09       | ?                    | ?                     | pískovna            | Lužnice                                    | Jindřichův Hradec | 48°56′23″ s. š., 14°52′54″ v. d. |
| Vlkovská pískovna                          | 100          | ?                    | ?                     | pískovna            | Lužnice                                    | Tábor             | 49°10′15″ s. š., 14°42′41″ v. d. |
| Žernosecké jezero                          | 90           | ?                    | ?                     | pískovna            | Labe                                       | Litoměřice        | 50°31′30″ s. š., 14°4′ v. d.     |
| Chomoutovské jezero                        | 71,9         | ?                    | ?                     | pískovna            | Morava                                     | Olomouc           | 49°39′12″ s. š., 17°14′28″ v. d. |
| Barbora                                    | 62,7         | 60                   | 262                   | rekultivační jezero | Bouřlivec                                  | Teplice           | 50°38′36″ s. š., 13°45′1″ v. d.  |
| Jezera Štít                                | 62           | 6                    | 210                   | pískovna            | Cidlina                                    | Hradec Králové    | 50°6′51″ s. š., 15°27′27″ v. d.  |
| Matylda                                    | 38,7         | 4                    | ?                     | rekultivační jezero | Bílina                                     | Most              | 50°31′33″ s. š., 13°36′45″ v. d. |
| Michal                                     | 29           | 5,6                  | 452                   | rekultivační jezero | Ohře                                       | Sokolov           | 50°9′53″ s. š., 12°40′52″ v. d.  |
| Lhota                                      | 25           | 7                    | 172                   | pískovna            | Labe                                       | Praha-východ      | 50°14′36″ s. š., 14°40′8″ v. d.  |
| Černé jezero                               | 18,43        | 40,6                 | 1008                  | ledovcový           | Černý potok (Úhlava)                       | Klatovy           | 49°10′45″ s. š., 13°10′57″ v. d. |
| Kamencové jezero                           | 16,3         | 4                    | 337                   | břidlicový lom      | Bílina                                     | Chomutov          | 50°28′21″ s. š., 13°25′31″ v. d. |
| Kristýna                                   | 14           | 28                   | ?                     | lignitový důl       | (Lužická Nisa)                             | Liberec           | 50°51′36″ s. š., 14°49′29″ v. d. |
| Čertovo jezero                             | 10,3         | 37                   | 1030                  | ledovcový           | Jezerní potok (Železný potok)              | Klatovy           | 49°9′54″ s. š., 13°11′52″ v. d.  |
| Vrbenský                                   | 8            | 8                    | ?                     | rekultivační jezero | Bílina                                     | Most              | 50°31′53″ s. š., 13°36′10″ v. d. |
| Plešné jezero                              | 7,48         | 18,3                 | 1090                  | ledovcový           | Jezerní potok (Vltava – Lipno)             | Prachatice        | 48°46′35″ s. š., 13°51′55″ v. d. |
| Benedikt                                   | 4,7          | ?                    | ?                     | rekultivační jezero | Srpina                                     | Most              | 50°29′31″ s. š., 13°40′3″ v. d.  |
| Odlezelské jezero                          | 4,5          | 6,7                  | 413                   | sesuvový            | Mladotický potok (Střela)                  | Plzeň-sever       | 50°0′58″ s. š., 13°22′23″ v. d.  |
| Prášilské jezero                           | 3,7          | 15                   | 1080                  | ledovcový           | Jezerní potok (Prášilský potok – Křemelná) | Klatovy           | 49°4′32″ s. š., 13°24′ v. d.     |
| Laka                                       | 2,53         | 3,9                  | 1096                  | ledovcový           | Jezerní potok (Křemelná)                   | Klatovy           | 49°6′39″ s. š., 13°19′41″ v. d.  |
| Hromnické jezírko                          | 2            | 18                   | 400                   | břidlicový lom      | Třemošná                                   | Plzeň-sever       | 49°51′1″ s. š., 13°26′41″ v. d.  |
| Labutí jezírko u gotického kostela v Mostě | 1,83         | ?                    | ?                     | rekultivační jezero | Bílina                                     | Most              | 50°31′4″ s. š., 13°38′45″ v. d.  |
| Chalupské jezírko                          | 1,3          | 7                    | 908                   | rašelinné           | Teplá Vltava                               | Prachatice        | 48°59′55″ s. š., 13°39′33″ v. d. |

## Přírodní jezera

### Ledovcová jezera
- karová jezera na Šumavě – Černé jezero, Čertovo jezero, Plešné jezero, Prášilské jezero, Laka
- morénové jezero v Krkonoších – Mechové jezírko

### Rašelinná jezera
Mnohá jsou ve stádiu zániku, zarůstají.
- Chalupské jezírko (Šumava)
- jezírka na Tříjezerní slati (Šumava)
- Velké mechové jezírko (Hrubý Jeseník)
- Malé mechové jezírko (Hrubý Jeseník)
- jezírko pod Táborem (Český ráj)
- Černá jezírka (Jizerské hory)

### Sesuvová jezera
Vznikají sesuvem půdy, nebo zatarasením vodního toku kameny.
- Odlezelské jezero
- Skryjské jezírko
- Jezero ve Velkých Karlovicích

### Krasová jezera
Vyskytují se na dně propastí a jeskyní.
- Horní macošské jezírko
- Dolní macošské jezírko
- jezírko v Hranické propasti
- Bozkovské podzemní jezero
- Točnické jezírko

### Říční jezera
- Křivé jezero (Dyje)
- Květné jezero (Dyje)
- Kutnar (Dyje)
- Mahenovo jezero (Dyje)
- Babinecká tůň (Labe)
- Hrbáčkovy tůně (Labe)
- Komořanské jezero (Bílina – zaniklo 1831)
- Antošovické jezero
- Holásecká jezera
- Krňák
- Kurfürstovo rameno
- Malá říčka
- Podhradská tůň

### Slaná jezera
- Čejské jezero (vysušeno)
- Kobylské jezero (vysušeno)

## Umělá jezera
- zatopené prostory po těžbě, lomy, rekultivační plochy
  - Benedikt
  - Kamencové jezero
  - Hromnické jezírko
  - Zelené jezírko
  - Jezírko na Hřebenech
  - Jezírko (též Prokopské jezírko nebo Hlubočepské jezírko)
  - jezírko u gotického kostela v Mostě
  - Kristýna
  - Jezero Most (dříve známé jako Ležáky)
  - Medard
  - Milada (dříve známé jako Chabařovické jezero)
  - Barbora (okres Teplice)
  - Matylda (dříve známé jako Vrbenský)
  - Michal v okrese Sokolov
  - Vrbenský
  - Jiří-Družba
  - Výkleky
  - Opatovice
  - Olšovec
  - lom Horní Cerekev
  - Kurovický lom
  - Velká Amerika
  - lomy u Trhové Kamenice
  - lom Kristýna
  - lom Borek
  - Košutecké jezírko
  - lom Šífr
  - Kujalův lom
- zatopené pískovny a štěrkovny
  - Jezero Mělice (Polabí)
  - Žernosecké jezero (také zvané Píšťanské jezero) (Polabí)
  - Sadská (Polabí)
  - Lhota (Polabí)
  - Račický kanál (Polabí)
  - Cucovna (Polabí)
  - Jezero Poděbrady
  - Boučkovo jezero
  - Chomoutovské jezero (Litovelské Pomoraví)
  - Mohelnické jezero (Litovelské Pomoraví)
  - Moravičanské jezero (Litovelské Pomoraví)
  - Náklo (Litovelské Pomoraví)
  - Bázlerova pískovna (Litovelské Pomoraví)
  - Annínské jezero (Tovačovská jezera)
  - Škašovské jezero (Tovačovská jezera)
  - Donbas (Tovačovská jezera)
  - Troubecké jezero (Tovačovská jezera)
  - Vrbické jezero
  - Jezero Mezi Mosty
  - Jezero u Dolního Benešova

## Vypustitelné vodní nádrže označené jako jezera
- bývalé splavovací nádrže na splavování dřeva
  - Boubínské jezírko
  - Jelení jezírko
  - Žďárecké jezírko
- bývalé meliorační nádrže na meliorace
  - Cábské jezero

## Jiné
- Vlčí jezero – pískovcové jezero, dříve rybník

## Zaniklá jezera
- Čejčské jezero
- Kobylské jezero
- Komořanské jezero